# Tornabea
Tornabea — рід грибів родини Physciaceae. Назва вперше опублікована 1980 року.